# Caranca y Mioma
Caranca y Mioma es un concejo del municipio de Valdegovía, en la provincia de Álava, País Vasco (España).

## Localidades
Forman parte del concejo las localidades de:
- Caranca.
- Mioma.

## Demografía
| Gráfica de evolución demográfica de Caranca y Mioma entre 2000 y 2017 |
|                                                                       |
| Población de derecho según los censos de población del INE.           |